# 富山県アベック拉致未遂事件
富山県アベック拉致未遂事件（とやまけんアベックらちみすいじけん）とは、1978年8月に富山県の海岸で若いアベック（男女の2人連れ）が襲われ、拉致されそうになった事件。新聞記者阿部雅美による取材・報道を通じて、一連の北朝鮮による日本人拉致事件が発覚するきっかけとなった。

## 事件の発生
1978年（昭和53年）8月15日夕方5時すぎ、富山県高岡市の雨晴海岸（島尾海岸）で松林のなかを散歩していたアベックが4人組の男性に襲われる事件が起こった。男性は当時27歳の会社員、女性は当時20歳の家事手伝いで2人は婚約していた。アベックの家族が初めて一堂に会して集まり、周囲が気を利かせて若い2人を残して散会した直後のことであった。浜辺には2人以外は男性数名が残っていただけであった。2人が帰ろうとして、浜辺と松林の境目に駐車していた男性の自動車のドアを開けようとしたとき、男たちが横一列になってアベックに接近、海辺に向かって逃げたがすぐにつかまった。場所は、海水浴場と海水浴場のあいだの海岸で、ひと気が少なく、松林があるため見通しがきかないところだった。アベックは、足を縛られ、後ろ手を拘束され、口にタオルを詰められた上で特製の猿ぐつわをはめられ、頭から体ごと布袋に入れられた。ちょうど近くを通った犬の鳴き声を聞いた男達はアベックを置き去りにして逃亡した。2人はそれぞれ付近の別々の民家に助けを求め、警察がかけつけて事件は未遂に終わった。犯人はいずれも35歳前後で、1人はステテコ姿に白い肌着、1人はめがねをかけ、頭髪はパーマネント、ほかの2人が青色で底の白いズック靴を履いていた。海水浴客や地元の人間とは到底思えないような格好だったこと、そしてアベックの近くでずっと座ったまま身を潜めて待機していたこと、これらのことを当日不審に感じた人もいたことから、土地勘のない人間による犯行の可能性が考えられた。なお、この犯行で被害者男性は手首にかすり傷を負っている。

## 一連のアベック失踪
1978年7月7日に福井県小浜市で地村保志・浜本富貴恵、7月31日に新潟県柏崎市で蓮池薫・奥土祐木子、8月12日に鹿児島県日置郡吹上町（現、日置市）で市川修一・増元るみ子の、それぞれカップル3組6名が相次いで失踪する事件が起こった。事件がいずれも海岸で起きていること、家出、心中、自殺など行方不明者に失踪する動機が見当たらないこと、一般事件である可能性もきわめて低いこと、海岸まで乗ってきた自動車・自転車などが放置されたままであることなどが共通していた。また、鹿児島でアベックが失踪したのと同じ8月12日、新潟県佐渡郡真野町（現、佐渡市）では曽我ミヨシ・曽我ひとみの母子が行方不明となっている。富山県での誘拐未遂事件は、この直後に起きた。
なお、一連の失踪事件に先立つ同年6月、池袋の飲食店に勤めていた東京都豊島区在住の田口八重子が幼い子ども2人をベビーホテルに残したまま、動機のない状態で失踪している。

## 拉致事件発覚の端緒に
1979年（昭和54年）当時、産経新聞社会部に所属していた阿部雅美は警視庁担当の事件記者であった。当時31歳だった阿部は、この年の秋、夜回り先で「日本海の方で変なことが起きている」という噂を偶然耳にした。そこで、阿部は千代田区日比谷にあった東京都立図書館に通い詰めて日本海沿岸各府県の地方新聞を北から順に読むことにした。「変なこと」といってもそうそうあるものではなく、阿部の調査は徒労になりかけたが、1978年8月16日付「北日本新聞」（本社、富山県富山市）朝刊社会面の「高岡の海岸　4人組が若い男女を襲う 手錠をかけ寝袋覆う」の記事が目に留まり、高岡警察署では悪質な逮捕監禁・暴行傷害事件として捜査していることを知る。生きた人間を頭から袋をかぶせて手錠をかけるというのはあまりない手口であると思い、犯人たちがそのまま逃げたということはどういうことなのかが不思議で、また犯人たちが袋詰めにした男女をどうしたかったのか、疑問に思った阿部は現地での取材を開始した。

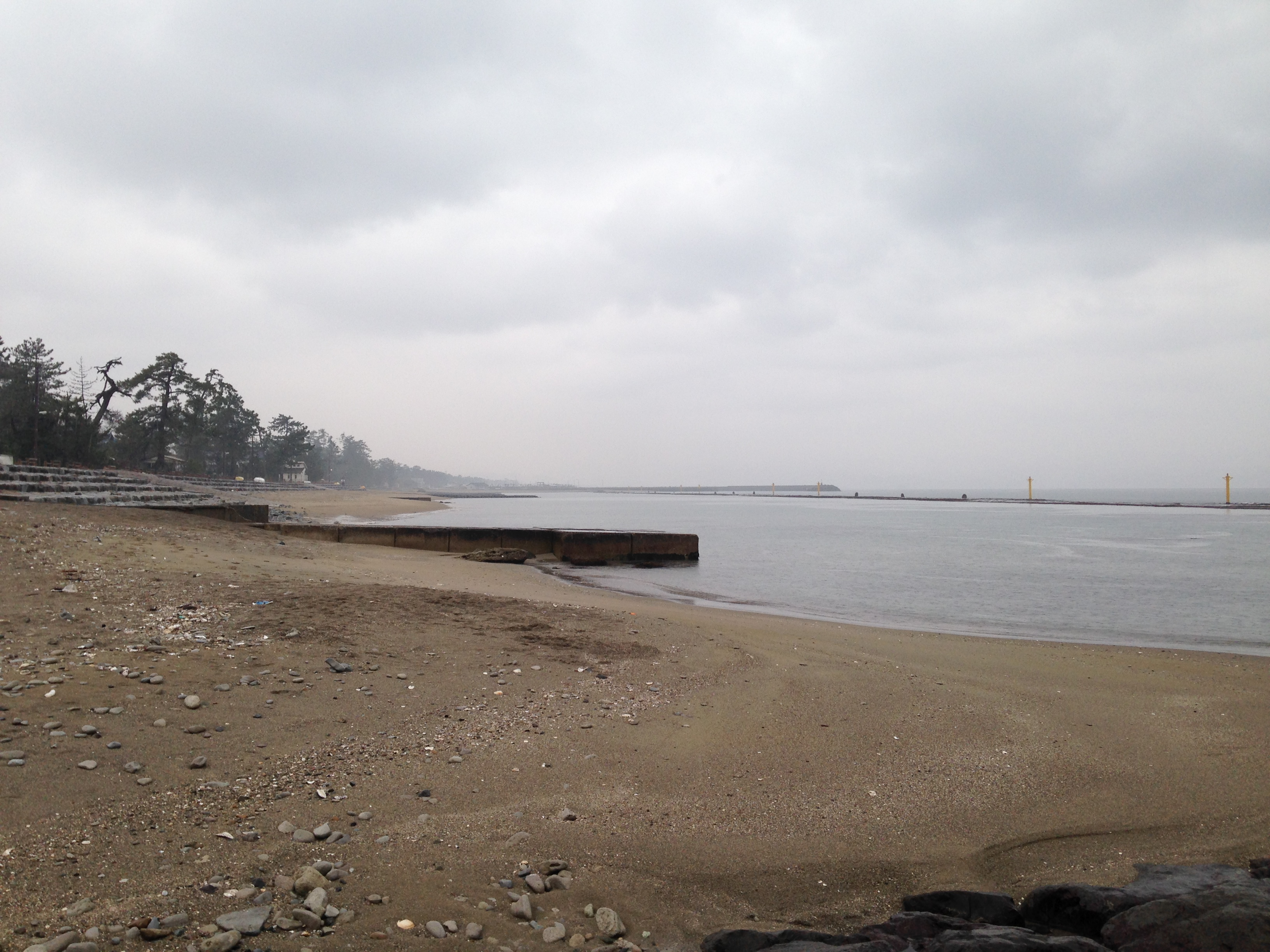
事件のあった雨晴海岸（富山県高岡市）

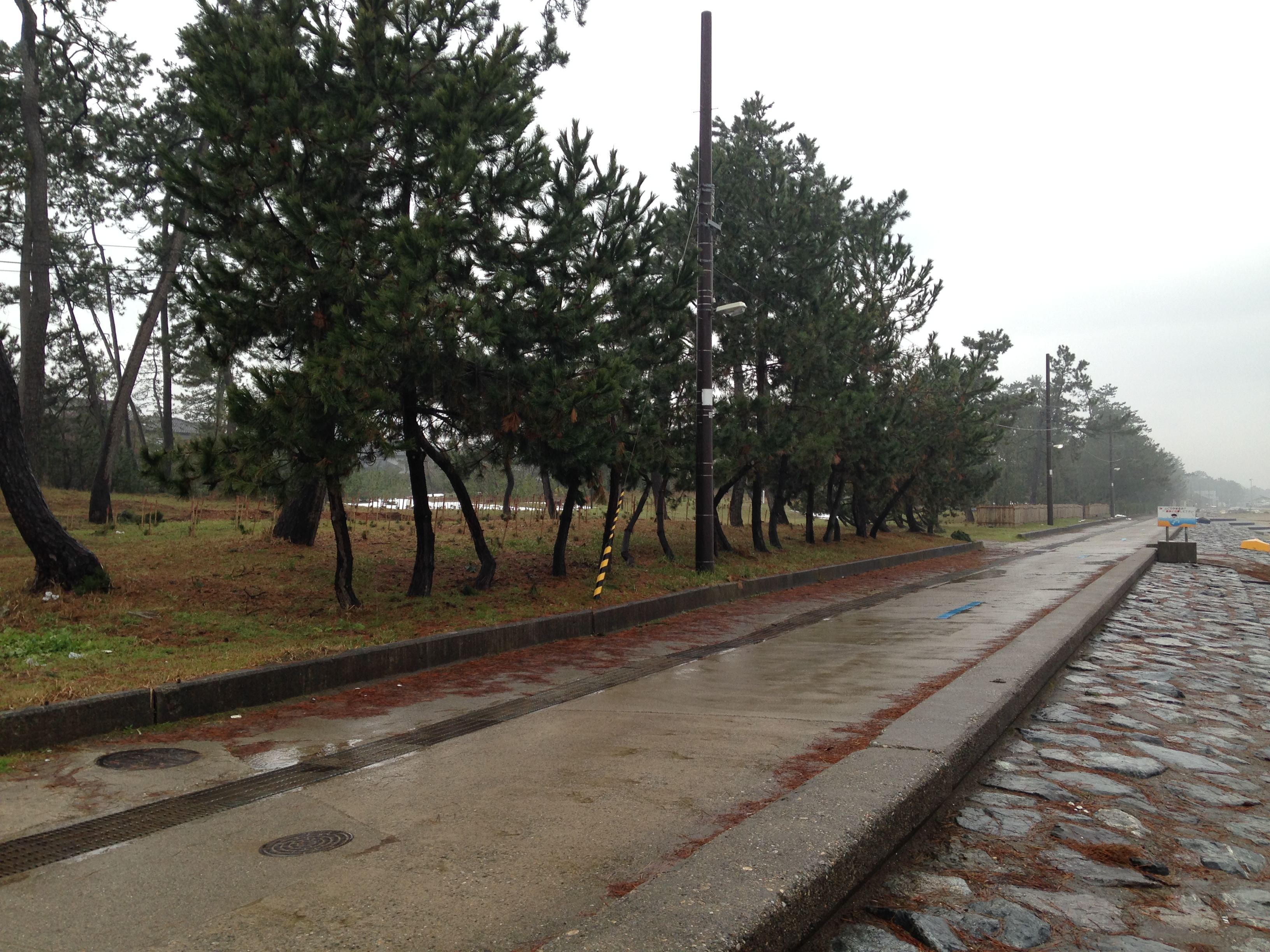
雨晴海岸の松並木

富山県警察本部を訪れたときは、事件から1年余を経過していた。ここで阿部が最も興味を寄せたのは多種で異様な遺留品の数々であった。報道には、「おもちゃの手錠、寝袋、猿ぐつわのようなもの」とあったが、実際には、モスグリーンの布袋、紐、タオル、猿ぐつわ、サンバイザー、バスタオル、手錠、その連結金具であった。手錠は玩具ではなく本物だった。
男性が救助された民家の家人は阿部に、当日の夜7時前、男性がうさぎ跳びをして「助けてくれ」と叫びながら家の風呂場の戸に体当たりしてきたので戸外に出たが、そのときの被害者男性の姿はまるで漫画の「おばけのQ太郎」のようだったと証言した。被害者男性は猿ぐつわと手錠をさせられており、家人に「彼女も襲われた」と告げたので、家人は息子と一緒に浜に出かけた。女性の方は後ろ手を紐で縛られ、タオルで口を封じられていたが、男たちの気配がなくなったことに気づいて自力で袋から脱出し、線路（国鉄氷見線）を越えた別の民家に駆け込んでいた。男性を助けた民家の住人が警察に通報すると、パトカー5台がかけつけた。
アベックを襲った犯人たちは、2人に袋をかぶせたあと袋を担いで30メートルも歩いて松林に運び、別々の場所に転がし、カモフラージュのため松の枯れ枝を袋にかけたという。彼らは赤銅色に日焼けしており、屈強な体つきをしていた。男性を助けた家族のなかには、当日の夕方5時半から6時頃にかけて犯人グループと思われる男性数人が浜を徘徊しているのを目撃した人物もおり、日本人らしからぬ風体だと感じたという。男のなかの1人はまた、事件前、近くの釣り人にたった一言「釣れますか」と日本語で声をかけている。犯人たちは手慣れた様子で動きが素早く、役割分担がきっちりできている様子で、犯行のあいだ終始無言だったが、そのうちの1人が女性に対し「静かにしなさい」とだけ言葉を発した。被害者もまた、犯人たちは日本人ではないように感じたという。彼らは何かをじっと待っているようだった。
男たちが現場に残した遺留品を鑑定した結果、ほとんどが外国製のものであることが判明した。猿ぐつわは天然ゴム製で質がわるく、呼吸のための孔が開けられ、耳を塞ぐこともできる異様な形状をしており、日本ゴム協会・ゴム工業技術員会によれば、工業力に劣る外国製のものだが、輸入したものでもないということだった。金属製の手錠もまた、日本では使用されていないもので、日本より工業水準の低い国で作られたものと推定された。柔道の黒帯に似た形状の紐も外国製であった。布袋はソ連兵が死体の収容と運搬・埋葬に使用するものと考えられる。タオルは大阪市の朝鮮人居住区で製造されたものと考えられ、これのみが富山県でも販売されていて現地でも調達が可能であった。タオル以外のすべてが、国内産でも輸入品でもない、合法的には日本に存在するはずのないものであった。
誘拐未遂事件の遺留品のほとんどが日本製でなかったこと、犯人グループの服装や行動が当時の日本人からすると違和感を感じさせるものであったため、外国人の関与が可能性として浮かび上がった。高岡警察署の署長は、犯人たちは「日本人ではない東洋人グループ」であり、犯行はきわめて計画的であり、また、日没まで袋に入れた2人を運ぶのを待っていた様子が看取できると述べた。事件当夜は富山全県下に緊急配備して車両の検問も行ったが、犯行前と犯行後の足取りはいずれもまったくつかめていなかった。「車ではなく船ではないか」、そう考えた阿部は不審船情報にあたったが、取材の結果、ようやく1人だけ目撃者が現れた。また、1978年夏には外国を発信源とする怪電波が多く傍受されていたことが、警察庁の調査で明らかになっていた。後になって判明したことだが、残されていた遺留品はそれ以前に警察が逮捕した北朝鮮の工作員から押収したものと同じものが含まれていた。
阿部はさらに、男性、女性のいずれか、あるいは両方が特別な交友関係、特別な技能、特別な経歴、特別な思想信条の持ち主でないかを念のため確かめた。その結果、どこにでもいる、ごく普通の男女であることがわかった。ごく普通の男女を狙ったとすれば、連れ去るのは誰でもよかったということにつながる。連れ去るのが誰でもよかったとすれば他の海岸でも行っている可能性があるし、他でやっているとすれば、未遂（失敗）ではなく「成功」して実際に連れ去った事例もありうるのではないか。
この事件のあった直前には、福井県や鹿児島県でもアベック失踪事件が相次いで起こっていた。阿部は、福井と鹿児島にも取材の旅にでかけた。家出、心中、事故の可能性は限りなく薄かった。そして、阿部雅美は、当時新潟県警察が発表していなかった新潟県柏崎市の失踪事件にたどりついた。「どうしてウチがわかったんですか」、蓮池家を訪れた阿部に両親は驚いた。しかし、苦しい胸のうちを誰かに聞いてほしかったようで、取材には丁寧に応じてくれた。これが決め手となった。一連の出来事が外国の関与する拉致事件である可能性がみえてきたのである。
なお、こののち、1985年（昭和60年）に『週刊朝日』の記者が、北朝鮮工作員の辛光洙の顔写真を富山の事件の被害者に見せたところ、そのひとりから「見覚えがある」という答えが返ってきている。

## 拉致報道へ
1980年（昭和55年）1月7日、『サンケイ新聞』は1面トップで「アベック3組ナゾの蒸発 外国情報機関が関与?」と報じ、国名は出さなかったものの暗に北朝鮮による犯行であることも示唆した。しかし、阿部のスクープは「虚報」「誤報」としてほとんど黙殺され、いわゆる「後追い報道」は1件もなかった。「サンケイは公安の情報に踊らされている」という見方もあった。新聞各社が黙殺した最大の理由は、「確証がなければ動けない」という政府や政治家、警察の対応にあった。
1980年のサンケイ報道が日の目をみたのは、1988年（昭和63年）3月26日の参議院予算委員会での梶山静六国家公安委員長（竹下登内閣）による「梶山答弁」であった。日本共産党議員の質問に対して、未遂事件をふくむ一連のアベック失踪事件が「北朝鮮による拉致による疑いが濃厚」「人権侵害、主権侵害の国家犯罪であることが充分濃厚」であり、「警察庁がそういう観点から捜査を行っている」ことを明確に述べた梶山の答弁は、日本政府が初めて、北朝鮮による日本人拉致事件を認めた画期的、歴史的な答弁であった。これはもとより警察組織の確証があっての発言であり、トップニュースになってしかるべき内容をそなえている。しかし、NHKも民放も一切この答弁をテレビニュースとして報じなかった。サンケイ新聞と日本経済新聞がほんのわずかに夕刊で触れただけで、朝日新聞、毎日新聞、読売新聞はまったく報道しなかった。
国民の多くが拉致事件に関心をもつようになったのは、1977年（昭和52年）に失踪した13歳の少女横田めぐみが、実は北朝鮮工作員の拉致による可能性の高いことが報道されるようになった1997年（平成9年）のことであった。これは、兵本達吉（日本共産党参議院議員の秘書）や石高健次（朝日放送テレビ）らの調査・取材でしだいに明らかになったことであったが、梶山答弁からは既に9年の歳月が流れていた。産経新聞社はこの9年間を「今となっては、取り返しのつかない空白の9年間」と評している。